# Charles Noguès
Charles Noguès, francoski general, * 13. avgust 1876, † 20. april 1971.
Noguès je med drugo svetovno vojno bil poveljnik vseh francoskih sil v Francoski Severni Afriki (1939–1943). Od leta 1940 do upokojitve leta 1943 je bil pripadnik Vichyske armade. Po upokojitvi se je naselil na Portugalskem, kjer je ostal vse do leta 1954. Leta 1947 so ga v odsotnosti obsodili na 20 let zapora s težkim delom. Junija 1954 se je vrnil v Francijo, bil takoj prijet, a po plačilu varščine izpuščen in se nato vrnil na Portugalsko.